# Проскурівська сільська рада
Проскурі́вська сільська́ ра́да — колишня адміністративно-територіальна одиниця та орган місцевого самоврядування в Ярмолинецькому районі Хмельницької області. Адміністративний центр — село Проскурівка.

## Загальні відомості
- Територія ради: 57,94 км²
- Населення ради: 1 460 осіб (станом на 2001 рік)
- Територією ради протікає річка Ушиця

## Історія
05.02.1965 Указом Президії Верховної Ради Української РСР передано Проскурівську сільраду Дунаєвецького району до складу Ярмолинецького району.

## Населені пункти
Сільській раді підпорядковані населені пункти:
- с. Проскурівка
- с. Корначівка
- с. Майдан-Морозівський

## Склад ради
Рада складається з 16 депутатів та голови.
- Голова ради: Гуменний Юрій Володимирович
- Секретар ради: Жилик Лариса Миколаївна

### Керівний склад попередніх скликань
| Прізвище, ім'я, по батькові | Основні відомості                                                             | Дата обрання | Дата звільнення |
| --------------------------- | ----------------------------------------------------------------------------- | ------------ | --------------- |
| Гуменний Юрій Володимирович | Сільський голова, 1965 року народження, освіта середня загальна               | 26.03.2006   | 31.10.2010      |
| Гуменний Юрій Володимирович | Сільський голова, 1965 року народження, освіта середня загальна, безпартійний | 31.10.2010   |                 |

Примітка: таблиця складена за даними сайту Верховної Ради України

### Депутати
За результатами місцевих виборів 2010 року депутатами ради стали:

#### За суб'єктами висування
| Суб'єкт висування | Кількість обраних депутатів | %    |
| ----------------- | --------------------------- | ---- |
| Самовисування     | 11                          | 68,8 |
| Партія регіонів   | 5                           | 31,3 |

#### За округами
| № округу        | Прізвище, ім'я, по батькові      | Дата визнання обраним | Освіта  | Партійна приналежність | Відомості про обраного депутата                                          |
| --------------- | -------------------------------- | --------------------- | ------- | ---------------------- | ------------------------------------------------------------------------ |
| Партія регіонів |                                  |                       |         |                        |                                                                          |
| 1               | Бакуліч Лариса Володимирівна     | 04.11.2010            | середня | член Партії регіонів   | ПП «Антонія», продавець                                                  |
| 4               | Шпак Володимир Миколайович       | 04.11.2010            | середня | член Партії регіонів   | ПП «Станкевич», водій                                                    |
| 7               | Гринєвич Ігор Нарцизович         | 04.11.2010            | середня | позапартійний          | тимчасово не працює                                                      |
| 10              | Вітковський Володимир Сергійович | 04.11.2010            | середня | позапартійний          | Проскурівська загальноосвітня школа І-ІІІ ст., оператор газової котельні |
| 13              | Добрянський Іван Петрович        | 04.11.2010            | середня | позапартійний          | тимчасово не працює                                                      |
| Самовисування   |                                  |                       |         |                        |                                                                          |
| 2               | Клініч Неля Василівна            | 04.11.2010            | вища    | позапартійна           | Проскурівська загальноосвітня школа, вчитель                             |
| 3               | Кунда Алла Віталіївна            | 04.11.2010            | середня | позапартійна           | Проскурівська сільська рада, бухгалтер                                   |
| 5               | Ліснича Людмила Володимирівна    | 04.11.2010            | середня | позапартійна           | Корначівськимднз, вихователька                                           |
| 6               | Вітковський Михайло Сергійович   | 04.11.2010            | середня | член Єдиного Центру    | ДПДГ «Проскурівка», водій                                                |
| 8               | Воскобойнік Світлана Іванівна    | 04.11.2010            | вища    | позапартійна           | Проскурівська загальноосвітня школа І-ІІІ ст., вчитель                   |
| 9               | Жилик Лариса Миколаївна          | 04.11.2010            | вища    | член Партії регіонів   | Проскурівська сільська рада, секретар                                    |
| 11              | Савіцький Борис Станіславолич    | 04.11.2010            | середня | член Партії регіонів   | ДПДГ «Проскурівка», водій                                                |
| 12              | Вугляр Валерій Миколайович       | 04.11.2010            | середня | позапартійний          | тимчасово не працює                                                      |
| 14              | Феодосіє Василь Миколайович      | 04.11.2010            | середня | позапартійний          | Хмельницький ліцей № 18, майстер виробничого навчання                    |
| 15              | Чорнодоля Микола Іванович        | 04.11.2010            | середня | член Єдиного Центру    | Корначівська загальноосвітня школа І-ІІІ ст., вчитель                    |
| 16              | Вавшко Юрій Миколайович          | 04.11.2010            | вища    | позапартійний          | Корначівська загальноосвітня школа І-ІІІ ст., вчитель                    |